# François-Marie-Christophe Grandin
François Marie Christophe Grandin est un homme politique français né le 16 avril 1755 à Exmes (Orne) et décédé le 24 mars 1823 au même lieu.
Curé d'Ernée en 1787, il est député du clergé aux États généraux de 1789 pour le bailliage du Mans. Il siège à droite et refuse de prêter serment. Il émigre et devient aumônier dans l'armée de Condé. Rentré en France en 1801, il est curé de Pré-en-Pail. Il termine sa carrière comme chanoine honoraire de Séez.

## Sources
- « François-Marie-Christophe Grandin », dans Adolphe Robert et Gaston Cougny, Dictionnaire des parlementaires français, Edgar Bourloton, 1889-1891 [détail de l’édition]